# Cyclisme aux Jeux olympiques d'été de 2016
Navigation
Londres 2012 Tokyo 2020
Les compétitions de cyclisme aux Jeux olympiques d'été de 2016 se déroulent à Rio de Janeiro (Brésil) du 6 au 20 août.
Les sites sélectionnés sont le Vélodrome Olympique de Rio pour le cyclisme sur piste, le Centre olympique de BMX pour le BMX, le parc olympique de VTT pour le VTT et le Fort de Copacabana et Pontal (Rio de Janeiro) pour les épreuves sur route. Dix-huit épreuves sont au programme.
Le cyclisme est au programme des Jeux olympiques d'été depuis la première édition en 1896, tout comme l'athlétisme, la gymnastique artistique, l'escrime et la natation. Par rapport à l'édition 2012, aucun changement n'est apporté au programme olympique en cyclisme. L'Union cycliste internationale (UCI) annonce en février 2013 son intention de demander au CIO d'ajouter trois épreuves pour les hommes et les femmes, à savoir le retour de la course aux points sur la piste, une épreuve de BMX freestyle et une épreuve de cross-country éliminatoire. En août 2013, le CIO déclare que le programme reste finalement le même que celui de 2012. Des changements sont apportés sur les quotas des épreuves sur piste.

## Faits marquants

### Route
L'Américaine Kristin Armstrong réalise l'exploit de remporter pour la troisième fois consécutive le titre du contre-la-montre sur route. Le Suisse Fabian Cancellara, quant à lui, remporte son second titre dans cette discipline, après celui de Pékin en 2008.
La course sur route féminine est marquée par la chute de la Néerlandaise Annemiek van Vleuten dans la dernière descente alors qu'elle était seule en tête de la course. Évacuée après être restée inanimée de longues minutes, elle souffre d'une commotion cérébrale et de plusieurs fractures de vertèbres.

### Piste
L'équipe de Grande-Bretagne réalise à nouveau des performances exceptionnelles. En vitesse par équipes masculine, elle s'impose pour la troisième fois consécutive (Jason Kenny était le seul coureur ayant participé à ces trois victoires). En poursuite par équipes masculine, elle établit un nouveau record du monde.

## Site des compétitions
Source
| Lieu                    | Secteur         | Sport                                 | Date       | Compétitions | Capacité                        |
| ----------------------- | --------------- | ------------------------------------- | ---------- | ------------ | ------------------------------- |
| Fort de Copacabana      | Copacabana      | Cyclisme sur route (course en ligne)  | 6-7 août   | 2            | 5 000 (assises)                 |
| Pontal (Rio de Janeiro) | Barra da Tijuca | Cyclisme sur route (contre-la-montre) | 10 août    | 2            | 5 000 (assises)                 |
| Vélodrome de Barra      | Barra da Tijuca | Cyclisme sur piste                    | 11-16 août | 10           | 7500                            |
| Centre olympique de BMX | Deodoro         | BMX                                   | 17-19 août | 2            | 5 000                           |
| Parc olympique de VTT   | Deodoro         | VTT                                   | 20-21 août | 2            | 5 000 (assises) 20 000 (debout) |

## Organisation

### Qualifications
Le 14 mars 2016, l'Union cycliste internationale (UCI) publie la liste des 36 comités nationaux olympiques (CNO) qualifiés pour les épreuves sur piste de cette édition des Jeux olympiques, ainsi que le quota d'athlètes par CNO.

### Nations participantes
Le Brésil, en tant que pays hôte, reçoit d'office un quota de huit places au cas où il ne se qualifierait pas par le biais des qualifications. Le nombre de cyclistes attendus est de 515. Scott Bowden (route et VTT), Pauline Ferrand-Prévot (route et VTT), Tatiana Guderzo (route et piste), Jolanda Neff (route et VTT) et Maximilian Levy (route et piste) sont les seuls coureurs engagés dans deux disciplines

Entre parenthèses, le nombre de coureurs qualifiés
| - Afrique du Sud (7) - Algérie (2) - Allemagne (29) - Argentine (6) - Australie (31) - Autriche (4) - Azerbaïdjan (3) - Biélorussie (4) - Belgique (14) - Bolivie (1) - Brésil (10) - Bulgarie (1) - Canada (19) - Chili (2) - Chine (14) - Colombie (15) - Corée du Sud (8) - Costa Rica (2) - Croatie (2) - Cuba (3) - Chypre (1) - Danemark (13) - Égypte (1) - Équateur (2) - Émirats arabes unis (1) - Érythrée (1) - Espagne (12) | - États-Unis (21) - Estonie (2) - Éthiopie (1) - Finlande (1) - France (22) - Grande-Bretagne (26) - Grèce (3) - Guam (1) - Guatemala (1) - Hong Kong (5) - Hongrie (1) - Indonésie (1) - Iran (3) - Irlande (3) - Israël (2) - Italie (19) - Japon (9) - Kazakhstan (3) - Kosovo (1) - Laos (1) - Lettonie (4) - Lesotho (1) - Lituanie (4) - Luxembourg (3) - Malaisie (2) - Maroc (3) - Maurice (1) | - Mexique (4) - Namibie (3) - Nouvelle-Zélande (19) - Norvège (7) - Pays-Bas (26) - Pologne (17) - Portugal (6) - Porto Rico (1) - République dominicaine (1) - République tchèque (11) - Roumanie (1) - Russie (16) - Rwanda (2) - Serbie (2) - Slovaquie (2) - Slovénie (7) - Suède (4) - Suisse (15) - Taipei chinois (2) - Thaïlande (2) - Timor oriental (1) - Trinité-et-Tobago (1) - Tunisie (1) - Turquie (2) - Ukraine (7) - Venezuela (9) |

### Calendrier
| S | Séries/Tours préliminaires | ¼ | Quarts de finale | ½ | Demi-finales | F | Finale |

| Compétition ↓ / Date →  | Sam 6 | Dim 7 | Mer 10 | Mer 17 | Jeu 18 | Ven 19 | Ven 19 | Sam 20 | Dim 21 |
| ----------------------- | ----- | ----- | ------ | ------ | ------ | ------ | ------ | ------ | ------ |
| BMX                     |       |       |        |        |        |        |        |        |        |
| BMX hommes              |       |       |        | S      | ¼      | ½      | F      |        |        |
| BMX femmes              |       |       |        |        | S      | ½      | F      |        |        |
| Cyclisme sur route      |       |       |        |        |        |        |        |        |        |
| Course en ligne hommes  | F     |       |        |        |        |        |        |        |        |
| Contre-la-montre hommes |       |       | F      |        |        |        |        |        |        |
| Course en ligne femmes  |       | F     |        |        |        |        |        |        |        |
| Contre-la-montre femmes |       |       | F      |        |        |        |        |        |        |
| VTT                     |       |       |        |        |        |        |        |        |        |
| VTT hommes              |       |       |        |        |        |        |        |        | F      |
| VTT femmes              |       |       |        |        |        |        |        | F      |        |

| Keirin hommes                |   |   |   |   |   |   |   |   |   |    |    |    |    |    |    | S  | ½  | F  |   |   |
| Vitesse individuelle hommes  |   |   |   | S | S | S | ¼ | ½ | ½ | F  | F  | F  |    |    |    |    |    |    |   |   |
| Vitesse par équipes hommes   | S | ½ | F |   |   |   |   |   |   |    |    |    |    |    |    |    |    |    |   |   |
| Poursuite par équipes hommes | S | S | S | ½ | ½ | F |   |   |   |    |    |    |    |    |    |    |    |    |   |   |
| Omnium hommes                |   |   |   |   |   |   |   |   |   | SC | PI | EL | TT | TL | CP |    |    |    |   |   |
| Keirin femmes                |   |   |   |   |   |   | S | ½ | F |    |    |    |    |    |    |    |    |    |   |   |
| Vitesse individuelle femmes  |   |   |   |   |   |   |   |   |   | S  | S  | S  | S  | S  | S  | ¼  | ½  | F  | F | F |
| Vitesse par équipes femmes   |   |   |   | S | ½ | F |   |   |   |    |    |    |    |    |    |    |    |    |   |   |
| Poursuite par équipes femmes | S | S | S |   |   |   | ½ | F | F |    |    |    |    |    |    |    |    |    |   |   |
| Omnium femmes                |   |   |   |   |   |   |   |   |   |    |    |    | SC | PI | EL | TT | TL | CP |   |   |

## Résultats

### Hommes
| Podiums                   |                                                                    |                                                                                         |                                                                                             |
| Route Résultats détaillés |                                                                    |                                                                                         |                                                                                             |
| Course en ligne           | Greg Van Avermaet (BEL)                                            | Jakob Fuglsang (DEN)                                                                    | Rafał Majka (POL)                                                                           |
| Contre-la-montre          | Fabian Cancellara (SUI)                                            | Tom Dumoulin (NED)                                                                      | Christopher Froome (GBR)                                                                    |
| Piste Résultats détaillés |                                                                    |                                                                                         |                                                                                             |
| Keirin                    | Jason Kenny (GBR)                                                  | Matthijs Büchli (NED)                                                                   | Azizulhasni Awang (MAS)                                                                     |
| Vitesse individuelle      | Jason Kenny (GBR)                                                  | Callum Skinner (GBR)                                                                    | Denis Dmitriev (RUS)                                                                        |
| Vitesse par équipes       | Grande-Bretagne Philip Hindes Jason Kenny Callum Skinner           | Nouvelle-Zélande Eddie Dawkins Ethan Mitchell Sam Webster                               | France Grégory Baugé Michaël D'Almeida François Pervis                                      |
| Poursuite par équipes     | Grande-Bretagne Ed Clancy Steven Burke Owain Doull Bradley Wiggins | Australie Alexander Edmondson Jack Bobridge Michael Hepburn Sam Welsford Callum Scotson | Danemark Lasse Norman Hansen Niklas Larsen Frederik Madsen Casper von Folsach Rasmus Quaade |
| Omnium                    | Elia Viviani (ITA)                                                 | Mark Cavendish (GBR)                                                                    | Lasse Norman Hansen (DEN)                                                                   |
| VTT Résultats détaillés   |                                                                    |                                                                                         |                                                                                             |
| Cross-country             | Nino Schurter (SUI)                                                | Jaroslav Kulhavy (CZE)                                                                  | Carlos Coloma (ESP)                                                                         |
| BMX Résultats détaillés   |                                                                    |                                                                                         |                                                                                             |
| Course                    | Connor Fields (USA)                                                | Jelle van Gorkom (NED)                                                                  | Carlos Alberto Ramirez (COL)                                                                |

### Femmes
| Podiums                   |                                                                          |                                                                    |                                                                                    |
| Route Résultats détaillés |                                                                          |                                                                    |                                                                                    |
| Course en ligne           | Anna van der Breggen (NED)                                               | Emma Johansson (SUE)                                               | Elisa Longo Borghini (ITA)                                                         |
| Contre-la-montre          | Kristin Armstrong (USA)                                                  | Olga Zabelinskaya (RUS)                                            | Anna van der Breggen (NED)                                                         |
| Piste Résultats détaillés |                                                                          |                                                                    |                                                                                    |
| Keirin                    | Elis Ligtlee (NED)                                                       | Rebecca James (GBR)                                                | Anna Meares (AUS)                                                                  |
| Vitesse individuelle      | Kristina Vogel (GER)                                                     | Rebecca James (GBR)                                                | Katy Marchant (GBR)                                                                |
| Vitesse par équipes       | Chine Gong Jinjie Zhong Tianshi                                          | Russie Daria Shmeleva Anastasia Voynova                            | Allemagne Miriam Welte Kristina Vogel                                              |
| Poursuite par équipes     | Grande-Bretagne Katie Archibald Laura Trott Elinor Barker Joanna Rowsell | États-Unis Sarah Hammer Kelly Catlin Chloe Dygert Jennifer Valente | Canada Allison Beveridge Jasmin Glaesser Kirsti Lay Georgia Simmerling Laura Brown |
| Omnium                    | Laura Trott (GBR)                                                        | Sarah Hammer (USA)                                                 | Jolien D'Hoore (BEL)                                                               |
| VTT Résultats détaillés   |                                                                          |                                                                    |                                                                                    |
| Cross-country             | Jenny Rissveds (SWE)                                                     | Maja Włoszczowska (POL)                                            | Catharine Pendrel (CAN)                                                            |
| BMX Résultats détaillés   |                                                                          |                                                                    |                                                                                    |
| Course                    | Mariana Pajon (COL)                                                      | Alise Post (USA)                                                   | Stefany Hernandez (VEN)                                                            |

## Tableau des médailles
- Pays organisateur (Brésil)

| Rang  | Nation             | Or | Argent | Bronze | Total |
| ----- | ------------------ | -- | ------ | ------ | ----- |
| 1     | Grande-Bretagne    | 6  | 4      | 2      | 12    |
| 2     | Pays-Bas           | 2  | 3      | 1      | 6     |
| 3     | États-Unis         | 2  | 3      | 0      | 5     |
| 4     | Suisse             | 2  | 0      | 0      | 2     |
| 5     | Suède              | 1  | 1      | 0      | 2     |
| 6     | Allemagne          | 1  | 0      | 1      | 2     |
| 6     | Belgique           | 1  | 0      | 1      | 2     |
| 6     | Colombie           | 1  | 0      | 1      | 2     |
| 6     | Italie             | 1  | 0      | 1      | 2     |
| 10    | Chine              | 1  | 0      | 0      | 1     |
| 11    | Russie             | 0  | 2      | 1      | 3     |
| 12    | Danemark           | 0  | 1      | 2      | 3     |
| 13    | Australie          | 0  | 1      | 1      | 2     |
| 13    | Pologne            | 0  | 1      | 1      | 2     |
| 15    | Nouvelle-Zélande   | 0  | 1      | 0      | 1     |
| 15    | République tchèque | 0  | 1      | 0      | 1     |
| 17    | Canada             | 0  | 0      | 2      | 2     |
| 18    | Espagne            | 0  | 0      | 1      | 1     |
| 18    | France             | 0  | 0      | 1      | 1     |
| 18    | Malaisie           | 0  | 0      | 1      | 1     |
| 18    | Venezuela          | 0  | 0      | 1      | 1     |
| Total | Total              | 18 | 18     | 18     | 54    |

## Records battus
Au moins un record olympique en cyclisme sur piste sera réalisé en poursuite par équipes féminine. Après la saison sur piste 2012-2013, l'UCI a changé le format de cette épreuve : la course se déroulait sur 3 000 mètres par équipes de 3, puis elle a évolué pour passer sur une distance de 4 000 mètres avec des équipes de 4 coureuses.
Le record olympique de vitesse par équipes masculine est battu à chacun des trois tours de la compétition (par la Grande-Bretagne, puis la Nouvelle-Zélande, puis à nouveau par la Grande-Bretagne en finale).
| Date         | Épreuve                                           | Cycliste(s)                                                            | Performance                | Record |
| ------------ | ------------------------------------------------- | ---------------------------------------------------------------------- | -------------------------- | ------ |
| 11 août 2016 | Vitesse par équipes masculine sur 750 mètres      | Grande-Bretagne Philip Hindes Jason Kenny Callum Skinner               | 42 s 562 en qualifications | RO     |
| 11 août 2016 | Vitesse par équipes masculine sur 750 mètres      | Nouvelle-Zélande Eddie Dawkins Ethan Mitchell Sam Webster              | 42 s 535 au 1er tour       | RO     |
| 11 août 2016 | Vitesse par équipes masculine sur 750 mètres      | Grande-Bretagne Philip Hindes Jason Kenny Callum Skinner               | 42 s 440 en finale         | RO     |
| 12 août 2016 | 200 mètres lancé                                  | Callum Skinner                                                         | 9 s 703                    | RO     |
| 12 août 2016 | 200 mètres lancé                                  | Jason Kenny                                                            | 9 s 551                    | RO     |
| 12 août 2016 | Poursuite par équipes masculine sur 4 000 mètres  | Grande-Bretagne Edward Clancy Owain Doull Steven Burke Bradley Wiggins | 3 min 50 s 570 en finale   | RM, RO |
| 12 août 2016 | Poursuite par équipes masculine sur 4 000 mètres  | Grande-Bretagne Edward Clancy Owain Doull Steven Burke Bradley Wiggins | 3 min 50 s 265 au 1er tour | RM, RO |
| 14 août 2016 | Poursuite individuelle masculine sur 4 000 mètres | Lasse Norman Hansen                                                    | 4 min 14 s 982 Omnium      | RO     |

| Date         | Épreuve                                         | Cycliste(s)                                                                    | Performance                      | Record |
| ------------ | ----------------------------------------------- | ------------------------------------------------------------------------------ | -------------------------------- | ------ |
| 11 août 2016 | Poursuite par équipes féminine sur 4 000 mètres | Grande-Bretagne Katie Archibald Laura Trott Elinor Barker Joanna Rowsell-Shand | 4 min 13 s 260 en qualifications | RM, RO |
| 12 août 2016 | Vitesse par équipes féminine sur 500 mètres     | Chine Gong Jinjie Zhong Tianshi                                                | 32 s 305 en qualifications       | RO     |
| 12 août 2016 | Vitesse par équipes féminine sur 500 mètres     | Chine Gong Jinjie Zhong Tianshi                                                | 31 s 928 en finale               | RM, RO |
| 13 août 2016 | Poursuite par équipes féminine sur 4 000 mètres | États-Unis Sarah Hammer Kelly Catlin Chloe Dygert Jennifer Valente             | 4 min 12 s 282 au 1er tour       | RM, RO |
| 13 août 2016 | Poursuite par équipes féminine sur 4 000 mètres | Grande-Bretagne Katie Archibald Laura Trott Elinor Barker Joanna Rowsell-Shand | 4 min 12 s 152 au 1er tour       | RM, RO |
| 13 août 2016 | Poursuite par équipes féminine sur 4 000 mètres | Grande-Bretagne Katie Archibald Laura Trott Elinor Barker Joanna Rowsell-Shand | 4 min 10 s 236 en finale         | RM, RO |
| 14 août 2016 | 200 mètres lancé                                | Rebecca James                                                                  | 10 s 721                         | RO     |